# Hard Times (canción)
«Hard Times» es una canción escrita y grabada por la banda estadounidense de rock Paramore de su quinto álbum de estudio, After Laughter (2017). Fue lanzado el 19 de abril de 2017 a través de Fueled by Ramen como el sencillo principal del álbum. La canción fue escrita por la vocalista principal Hayley Williams y el guitarrista Taylor York y se grabó en la ciudad natal de la banda, Nashville, Tennessee. Es el primer sencillo lanzado por la banda desde el regreso del baterista Zac Farro y la partida del exbajista Jeremy Davis.
La canción ha recibido críticas positivas, en comparación con la nueva ola de la década de 1980 y sus sencillos anteriores "Still Into You" y "Ain't It Fun".

## Antecedentes y composición
Líricamente, "Hard Times" (en español, tiempos difíciles) se trata de la sensación de pasar por momentos difíciles y ser inútil para alcanzar los objetivos. Según DIY, "Hard Times" sigue los "pasos ampulosos" de los sencillos anteriores "Still Into You" y "Ain't It Fun", con un "gran coro y voces azucaradas".. Eddie Fu en Consequence of Sound está de acuerdo, señalando que amplía el sonido pop rock de esas canciones al "incorporar aún más la nueva ola de 1980". Según la escritora de Billboard, Lindsey Byrnes, es una canción de pop rock que presenta un ritmo tribal.

## Recepción
La canción recibió críticas positivas de críticos de música. Joe Coscarelli en The New York Times elogió la canción, afirmando que Hayley Williams "sigue siendo el centro de atención, y sus ágiles melodías y sus enormes ganchos pop son tan nítidos y magnéticos como siempre, ajenos a las paredes de género". Brad Nelson de Pitchfork escribió positivamente sobre la canción, llamándola "vuelta a los ritmos vintage que informaron a "Ain't It Fun", pero la nueva canción se desarrolla en un contexto menos obviamente conectado al rock e incluso más amputado de emo". Jordan Sargent de Spinlo nombró como uno de los mejores singles de Paramore hasta la fecha, y agregó que "también es un experimento interesante, incluso si no te importa la música de Paramore".
Según Billboard comparó la canción con Talking Heads y Blondie, declarando "Con la calidad infecciosa de "Hard Times" inspirando un salto en la cama y usando un cepillo para el pelo como un micrófono de ambiente, el nuevo capítulo de Paramore es un testamento a lo que puede suceder no solo cuando capeas la tormenta, sino también cuando te permites bailar bajo la lluvia".

## Vídeo musical
El video musical para «Hard Times» fue estrenado el 19 de abril de 2017. Fue dirigido por Andrew Joffe y filmado en Optimist Studios durante dos días en marzo de 2017. Según Joffe, la banda quería incorporar un tipo de nueva ola de la década de 1980 y utiliza" el tipo de efectos de animación de rotoscopia dibujados a mano que se hicieron famosos en "Take on Me" de a-ha, e implementa una paleta de colores directamente de Weird Science y Square Pegs".

## Descarga digital
Todas las canciones escritas y compuestas por Paramore. 
| N.º | Título       | Duración |  |
| 1.  | «Hard Times» | 3:02     |  |

## Posicionamiento en lista
| Lista (2017)                           | Posiciones |
| -------------------------------------- | ---------- |
| Australia (ARIA)                       | 61         |
| Canadá (Canadian Hot 100)              | 65         |
| Finlandia (OFC)                        | 13         |
| Ireland (IRMA)                         | 54         |
| Japan Radio Songs (Billboard)          | 15         |
| Letonia (Latvijas Top 40)              | 15         |
| New Zealand Heatseekers (RMNZ)         | 2          |
| Escocia (Scottish Singles Sales Chart) | 14         |
| Sweden Heatseeker (Sverigetopplistan)  | 2          |
| Reino Unido (UK Singles Chart)         | 34         |
| Estados Unidos (Billboard Hot 100)     | 90         |
| Estados Unidos (Adult Top 40)          | 24         |
| Estados Unidos (Alternative Airplay)   | 13         |